# Barb Wire
Barb Wire, amerikansk film från 1996, med Pamela Anderson i huvudrollen som Barbara 'Barb Wire' Kopetski. Filmen hade svensk premiär den 28 juni 1996.

## Handling
Handlingen går kort sagt ut på att Barb Wire är prisjägare i ett svårt sargat USA. USA har drabbats av ett andra inbördeskrig och Barb Wire lever i den sista fria staden, Steel Harbor. I USA så är den makthavande (onda) sidan på jakt efter rebellerna (den goda sidan). Barb vill inte ta ställning i kriget utan jobbar för den som betalar bäst. Men genom flera om och men så sluter hon upp på rebellernas sida. Rebellerna har nämligen bestämt sig för att smuggla ut en nyckelperson i deras kamp via Steel Harbor, detta har självklart inte den makthavande sidan tänkt att tillåta. Det hela resulterar i att Barb Wire kommer i kläm med gangstrar, sitt förflutna, sin moral samt den makthavande sidan i det pågående inbördeskriget.
Handlingen har i grunden många likheter med filmklassikern Casablanca.

## Utmärkelser
Pamela Andersons insats nominerades och vann en Razzie Award för "Worst New Star".

## Tagline
- Don't call me babe!